# Élections législatives lésothiennes de 2015
Les élections législatives lésothiennes de 2015 se déroulent en février 2015.

## Contexte
Ces élections prévues en 2017 ont été anticipées en 2015 à la suite de la crise politique au Lesotho en 2014 (en).